# Quinto Petelio Libón Visolo
Quinto Petelio Libón Visolo (en latín Quintus Poetelius Libo Visolus) fue un cónsul de la República Romana, miembro del segundo decenvirato, en el año 450 a. C.

## Familia
La familia plebeya Petelia, aparece mencionada por primera vez en la época del decenvirato. El nombre de esta familia es con frecuencia confundido con el de Petillius o Petilius. La única familia de este nombre pertenece a la gens Libón, que se encuentra normalmente asociada con el agnomen Visolo.

## Carrera pol´tica
Sin embargo, Livio, señala que Cayo Petelio Balbo fue cónsul en 360 a. C. con Marco Fabio Ambusto, pero como los Fasti Consulares mencionan a un tal Cayo Petelio Libón Visolo como colega de Fabio para el mismo año, y Balbo no aparece, en otros autores, como cognomen de la familia Petelia, el cognomen mencionado en Livio es, probablemente, un error o una corrupción.